# Skwentna River
Der Skwentna River ist ein etwa 160 Kilometer langer rechter Nebenfluss des Yentna Rivers im Süden des US-Bundesstaates Alaska.

## Verlauf
Er entspringt dem South-Twin-Gletscher in den Tordrillo Mountains. Knapp unterhalb des South-Twin-Gletschers endet der North-Twin-Gletscher am rechten Flussufer. Der Skwentna River durchfließt die Tordrillo Mountains in nördlicher Richtung. Später wendet er sich nach Osten. Von links mündet der Happy River in den Skwentna River, von rechts der Hayes River und der Talachulitna River. Dieser fließt in nordöstlicher Richtung durch das Tiefland, bevor er auf den Yentna River trifft. Der Fluss wird zum großen Teil vom Schmelzwasser der Gletscher gespeist und hat entsprechend in den Monaten Juni und Juli die höchsten monatlichen Abflüsse. 20 km oberhalb der Mündung beträgt der mittlere Abfluss 187 m³/s.